# Суржа (річка)
Су́ржа — річка в Україні, в межах Кам'янець-Подільського району Хмельницької області. Ліва притока Жванчика (басейн Дністра). 

## Опис
Довжина 12 км. Площа водозбірного басейну 31,6 км². Долина глибока і вузька, місцями заліснена. Річище слабозвивисте. Є кілька ставків (у верхів'ях).

## Розташування
Річка Суржа бере початок на схід від села Кадиївці. Тече на південь, місцями на південний захід. Впадає до Жванчика на захід від села Княгинин. 
Над річкою розташовані села: Суржа і Нагоряни.